# جاد الحق علي جاد الحق
جاد الحق علي جاد الحق (1335 هـ / 1917 - 1416 هـ / 1996م) شيخ الأزهر الشريف ومفتي الديار المصرية سابقًا. تقلد العديد من المناصب الرفيعة، وخدم الدين والعلم في كل منصب تقلَّده؛ قاضيًا ومفتيًا ووزيرًا، ثم شيخًا للأزهر. وكان من أبرز جهوده في هذا الشأن اهتمامه بالبحوث في مختلف أصول الدين وفروعه والمعارف الإسلامية مما كان له نتائج وفوائد جمَّة، منها التوسّع في إنشاء المعاهد الدينية والكليَّات ومكاتب الدعوة والإرشاد بحيث تضاعف عدد تلك المؤسسات أضعافًا كبيرة داخل مصر وخارجها.

## مولده ونشأته
ولد الشيخ جاد الحق يوم الخميس 13 جمادى الآخرة عام 1335 هـ الموافق 5 أبريل عام 1917م ببلدة بطرة مركز طلخا محافظة الدقهلية في أسرة صالحة. تلقى تعليمه الأولي في كُتَّاب القرية في كُتَّاب الشيخ سيد البهنساوي فحفظ القرآن، وتعلم مبادئ القراءة والكتابة، ثم الْتحق بالمعهد الأحمدي بطنطا، وأنهى المرحلة الابتدائية به، وانتقل إلى المرحلة الثانوية، واستكملها في القاهرة في معهدها الديني بالدَرَّاسَة، وبعد اجتيازه لها التحق بكلية الشريعة، وتخرَّج فيها سنة 1944، حاصلاً على الشهادة العالمية، ثم نالَ تخصص القضاء بعد عامين من الدراسة، وكان الأزهر يعطي لمن يحصل على العالمية في الشريعة أن يتخصص في القضاء لمدة عامين، وفي الإجازات التي كان يقضيها في القرية يؤم الناس في صلاتهم ويلقي عليهم دروساً دينية ما بين المغرب والعشاء.

## مناصبه

### القضاء
عمل بعد التخرج في المحاكم الشرعية في سنة (1366 هـ/ 1946)، ثم عُيِّن أمينًا للفتوى بدار الإفتاء المصرية في سنة 1373 هـ/ 1953، ثم عاد إلى المحاكم الشرعية قاضيًا في سنة 1374 هـ/ 1954، ثم انتقل إلى المحاكم المدنية سنة (1376 هـ/ 1956 بعد إلغاء القضاء الشرعي، وظلَّ يعمل بالقضاء، ويترقى في مناصبه حتى عُين مستشارًا بمحاكم الاستئناف في سنة 1396 هـ/ 1976.
في فترة عمله بالقضاء كان الحاجب الخاص به هو والد الرئيس الأسبق محمد حسني مبارك. وقد ساعد الشيخُ والدَ الرئيس الأسبق على إلحاق ابنه في الكلية الحربية، ولم ينكر ذلك الرئيسُ الأسبقُ، فكان يحترم ويوقّر فضيلَة الشيخ لدرجة كبيرة.

### الإفتاء
عُيِّن مفتيًا للديار المصرية في رمضان 1398 هـ/ أغسطس 1978 فعمل على تنشيط الدار، والمحافظة على تراثها الفقهي، فعمل على اختيار الفتاوى ذات المبادئ الفقهية، وجمعها من سجلات دار الإفتاء المصرية، ونشرها في مجلدات بلغت عشرين مجلدًا، وهي ثروة فقهية ثمينة؛ لأنها تمثل القضايا المعاصرة التي تشغل بال الأمة في فترة معينة من تاريخها، وفي الوقت نفسه تستند إلى المصادر والأصول التي تستمد منها الأحكام الشرعية. كما اختير عضوًا بمجمع البحوث الإسلامية سنة 1980.
وتشمل اختيارات الفتاوى ما صدر عن دار الإفتاء في الفترة من سنة 1313 هـ/ 1895 حتى سنة 1403 هـ/ 1982، وضمت المجلدات الثامن والتاسع والعاشر من سلسلة الفتاوى اختيارات من أحكامه وفتاواه، وتبلغ نحو 1328 فتوى في الفترة التي قضاها مفتيًا للديار المصرية.

### مشيخة الأزهر
عُيّن وزيرًا للأوقاف في ربيع الأول 1402 هـ/ يناير 1982، وظلَّ به شهورًا قليلة، اختير بعدها شيخًا للجامع الأزهر في 13 جمادى الأولى 1402 هـ/ 17 مارس 1982. وفي سبتمبر عام 1988 تمَّ اختياره رئيسًا للمجلس الإسلامي العالمي للدعوة والإغاثة.
شهد الأزهر الشريف في عهده نهضة كبيرة، فقد انتشرت المعاهد الأزهرية في كل قرى ومدن مصر، كما لم تنتشر من قبل، فقد بلغ عدد المعاهد الأزهرية في عهده أكثر من ستة آلاف معهد. ولم يقف جهده على نشر المعاهد الأزهرية في مصر، بل حرص على انتشارها في شتى بقاع العالم الإسلامي، فأنشأ معاهد أزهرية تخضع لإشراف الأزهر في تنزانيا وكينيا والصومال وجنوب إفريقيا وتشاد ونيجيريا والمالديف وجزر القمر وغيرها من البلدان الإسلامية. كما فتح باب الأزهر واسعًا أمام الطلاب الوافدين من الوطن الإسلامي وخارجه، وزاد من المنح الدراسية لهم حتى يعودوا لأوطانهم دعاة للإسلام. ونجح في فتح فروع لجامعة الأزهر في جميع أنحاء مصر وعقدت الجامعة في عهده لأول مرة مؤتمرات دولية في قضايا طبية وزراعية وثقافية مهمة تحدد رأي الأزهر والإسلام فيها. وكان آخر قراراته لنهضة الأزهر وإبراز دوره في نشر رسالة الإسلام هو إقامة مدرسة مسائية للرجال والنساء على شكل مركز مفتوح للدراسات الإسلامية بالأزهر الشريف؛ لنشر الثقافة الإسلامية الصحيحة، ولتوضيح حقائق الدين السمحة البعيدة عن التعصب والجهل والداعية للحب والسلام، ويتم فيها تدريس جميع فروع العلوم الإسلامية.
مع نهاية حقبة الخمسينيات استأجر الشيخ جاد الحق شقة في حي المنيل بالقاهرة وتقع في الدور الرابع متواضعة الأثاث بها مكتب عبارة عن منضدة قديمة أكل الزمان منها وشرب ولم يغيرها الإمام طوال 40 سنة وفوقها صاغ الإمام الأكبر كل ما صدر عن الأزهر من بيانات للمسلمين بضرورة توحيد الجهود والصفوف، ومن فوقها صدرت أعظم فتاوى وأقوى حوارات سياسية.
ورغم كثرة المناصب التي تولاها إلا أنها لم تغير فيه شيئاً لا في طباعه ولا في تعاملاته مع الناس، ولم تختلف حالته المالية في أيامه الأخيرة عن تلك التي كانت في بداية حياته العملية، ففي كلتا الحالتين كان موظفاً يتقاضى راتبه من الدولة دون مكافآت أو حوافز، كما لم يكن يحصل على أية أموال تأتيه مقابل أبحاثه وكتبه القيمة فقد كان يجعلها في سبيل الله.

## مؤلفاته
- الفقه الإسلامي مرونته وتطوره[6]
- بحوث فتاوى إسلامية في قضايا معاصرة[7]
- أحكام الشريعة الإسلامية في مسائل طبية عن الأمراض النسائية
- رسالة في الاجتهاد وشروطه[8]
- رسالة في القضاء في الإسلام
- مع القرآن الكريم
- النبي ﷺ في القرآن
- الدعوة إلى الله
- ونفس وما سواها

## تكريمه والجوائز التي حصل عليها
- وشاح النيل من مصر في سنة 1403 هـ/ 1983 بمناسبة العيد الألفي للأزهر.
- وسام «الكفاءة الفكرية والعلوم» من الدرجة الممتازة من المغرب.
- جائزة الملك فيصل العالمية لخدمة الإسلام سنة 1416 هـ/ 1995.

## وفاته
توفي بالعاصمة القاهرة فجر الجمعة في 25 شوال 1416 هـ الموافق 15 مارس 1996م.

## وصلات خارجية
- سيرة الشيخ علي موقع ذاكرة مصر المعاصرة، التابع لمكتبة الإسكندرية
- للشراء من موقع سوق النور مؤلفات جاد الحق على جاد الحق

| قبلــه: محمد عبد الرحمن بيصار | شيخ الجامع الأزهر السادس والأربعون 1402 - 1417 هـ / (1982 - 1996) | بعــده: محمد سيد طنطاوي |